# 小行星6378
小行星6378是一颗围绕太阳公转的小行星。1987年9月27日，亨利·德波鸿诺在拉西拉天文台发现了此天体。
这颗小行星的绝对星等为303.3463121825865等。